# Julia Littman
Julia Littman (Vail, 21 luglio 1984) è un'ex sciatrice alpina statunitense.

## Biografia
Originaria di Vail e attiva in gare FIS dal dicembre del 1999, la Littman esordì in Nor-Am Cup il 3 febbraio 2002 ad Aspen in supergigante (21ª) e in Coppa del Mondo il 1º dicembre 2006 a Lake Louise in discesa libera (53ª); il giorno seguente disputò la sua seconda e ultima gara nel massimo circuito, nelle medesime località e specialità, piazzandosi nuovamente 53ª. Pochi giorni dopo, il 12 dicembre, ottenne il primo podio in Nor-Am Cup, a Big Mountain in discesa libera (3ª), e il giorno successivo l'unica vittoria; il 14 febbraio 2007 salì per la terza e ultima volta sul podio nel circuito continentale, ancora a Big Mountain in discesa libera (3ª). Si ritirò al termine della stagione 2008-2009 e la sua ultima gara fu un supergigante FIS disputato il 13 aprile a Mammoth Mountain, chiuso dalla Littman al 10º posto; in carriera non prese parte a rassegne olimpiche o iridate.

## Palmarès

### Nor-Am Cup
- Miglior piazzamento in classifica generale: 5ª nel 2006
- Vincitrice della classifica di discesa libera nel 2006
- 3 podi:
  - 1 vittorie
  - 2 terzi posti

#### Nor-Am Cup - vittorie
| Data             | Località     | Paese       | Specialità |
| ---------------- | ------------ | ----------- | ---------- |
| 13 dicembre 2006 | Big Mountain | Stati Uniti | DH         |

Legenda:

DH = discesa libera

### Campionati statunitensi
- 1 medaglia:
  - 1 argento (discesa libera nel 2007)